# Team Picnic PostNL (mannenwielerploeg)/2025
Deze pagina geeft een overzicht van de UCI World Tour wielerploeg Team Picnic PostNL in 2025.

## Algemeen
Sponsor: Picnic, PostNL
Algemeen manager: Iwan Spekenbrink
Teammanager: Rudi Kemna
Ploegleiders: Asbjørn Kragh Andersen, Roy Curvers, Callum Ferguson, Christian Guiberteau, Dariusz Kapidura, Bennie Lambregts, Pim Ligthart, Luke Roberts, Albert Timmer, Hans Timmermans, Joey van Rhee, Melvin Rullière, Philip West, Ben Widdershoven, Matthew Winston
Fietsmerk: Lapierre

## Renners
| Naam                    | Geboortedatum | Nationaliteit       | Ploeg 2024                            |
| ----------------------- | ------------- | ------------------- | ------------------------------------- |
| Tobias Lund Andresen    | 20-08-2002    | Denemarken          |                                       |
| Romain Bardet *         | 09-11-1990    | Frankrijk           |                                       |
| Warren Barguil          | 28-10-1991    | Frankrijk           |                                       |
| Julius van den Berg     | 23-10-1996    | Nederland           |                                       |
| Pavel Bittner           | 29-10-2002    | Tsjechië            |                                       |
| Frank van den Broek     | 28-12-2000    | Nederland           |                                       |
| Romain Combaud          | 01-04-1991    | Frankrijk           |                                       |
| John Degenkolb          | 07-01-1989    | Duitsland           |                                       |
| Robbe Dhondt            | 25-06-2004    | België              | Development Team dsm-firmenich PostNL |
| Matthew Dinham          | 09-04-2000    | Australië           |                                       |
| Patrick Eddy            | 17-10-2002    | Australië           |                                       |
| Alex Edmondson          | 22-12-1993    | Australië           |                                       |
| Nils Eekhoff            | 23-01-1998    | Nederland           |                                       |
| Sean Flynn              | 02-03-2000    | Verenigd Koninkrijk |                                       |
| Chris Hamilton          | 18-05-1995    | Australië           |                                       |
| Fabio Jakobsen          | 31-08-1996    | Nederland           |                                       |
| Bjoern Koerdt           | 20-07-2004    | Verenigd Koninkrijk | CC Étupes                             |
| Gijs Leemreize          | 23-10-1999    | Nederland           |                                       |
| Enzo Leijnse            | 16-07-2001    | Nederland           |                                       |
| Niklas Märkl            | 03-03-1999    | Duitsland           |                                       |
| Guillermo Juan Martinez | 21-11-2004    | Colombia            | Q36.5 Continental Team                |
| Tim Naberman            | 11-05-1999    | Nederland           |                                       |
| Oscar Onley             | 13-10-2002    | Verenigd Koninkrijk |                                       |
| Max Poole               | 01-03-2003    | Verenigd Koninkrijk |                                       |
| Timo Roosen             | 11-01-1993    | Nederland           |                                       |
| Casper van Uden         | 22-07-2001    | Nederland           |                                       |
| Kevin Vermaerke         | 16-10-2000    | Verenigde Staten    |                                       |
| Bram Welten             | 29-03-1997    | Nederland           |                                       |

* Bardet t/m 15 juni 

### Vertrokken
| Naam            | Geboortedatum | Nationaliteit | Ploeg 2025             |
| --------------- | ------------- | ------------- | ---------------------- |
| Patrick Bevin   | 15-02-1991    | Nieuw-Zeeland | Gestopt                |
| Emīls Liepiņš   | 29-10-1992    | Letland       | Q36.5 Pro Cycling Team |
| Martijn Tusveld | 09-09-1993    | Nederland     | BEAT Cycling           |

## Overwinningen
| Surf Coast Classic Tobias Lund Andresen Nokere Koerse Nils Eekhoff Ronde van de Alpen Jongerenklassement: Max Poole Ronde van Italië 4e eteppe: Casper van Uden Vierdaagse van Duinkerke Puntenklassement: Tobias Lund Andresen Ronde van Zwitserland 5e etappe: Oscar Onley |

Mannen: 1999 · 2000 · 2001 · 2002 · 2003 · 2004 · 2005 · 2006 · 2007 · 2008 · 2009 · 2010 · 2011 · 2012 · 2013 · 2014 · 2015 · 2016 · 2017 · 2018 · 2019 · 2020 · 2021 · 2022 · 2023 · 2024 · 2025
Vrouwen: 2011 · 2012 · 2013 · 2014 · 2015 · 2016 · 2017 · 2018 · 2019 · 2020 · 2021 · 2022 · 2023 · 2024 · 2025
Alpecin-Deceuninck · Arkéa-B&B Hotels · Bahrain Victorious · Cofidis · Decathlon AG2R La Mondiale · EF Education-EasyPost · Groupama-FDJ · INEOS Grenadiers · Intermarché-Wanty · Lidl-Trek · Movistar Team · Red Bull-BORA-hansgrohe · Soudal Quick-Step · Jayco AlUla · Team Picnic PostNL · UAE Team Emirates-XRG · Visma-Lease a Bike · XDS Astana Team